# Frodo III
Frodo III (em latim: Frodo ou Frotho; em nórdico antigo: Fróði; lit. "Sábio" ou "Viril, Fecundo") segundo o Feitos dos Danos de Saxão Gramático ou Frodo I segundo a Saga dos Escildingos, também conhecido como Frodo, o Pacífico (em nórdico antigo: frið-Fróði; lit. "Paz-Frodo"), foi um rei lendário dos danos (povo que originou a Dinamarca), reinando no século I. Era, segundo o Feitos dos Danos e outras obras, coetâneo do imperador Augusto (r. 27 a.C.–14 d.C.) e Jesus (m. 30/33). Era filho do antecessor Fridlevo I e pai do sucessor Fridlevo II. Em seu reinado, uma longa paz foi alcançada no norte, razão pela qual recebeu seu epíteto.

## Vida

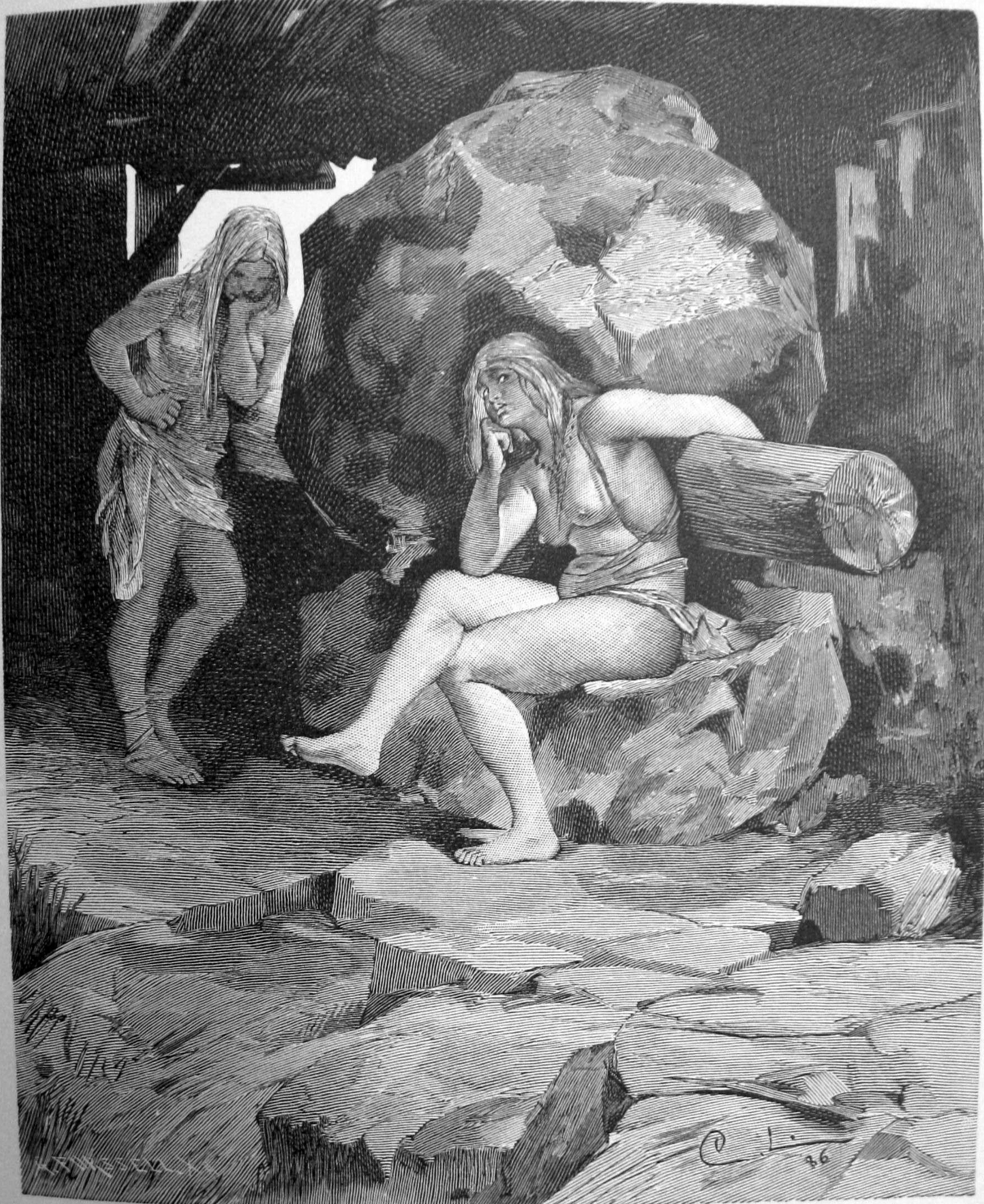
Fênia e Mênia no mó. Ilustração de Carl Larsson e Gunnar Forssell

Frodo era filho de Fridlevo I e pertencia à Casa dos Escildingos. No Livro dos Islandeses, que cita-o numa genealogia dos Inglingos ao fim da obra ([...] III Freyr. IIII Fjölnir. sá er dó at Friðfróða. V Svegðir [...]), rei Fliolmo morreu junto dele. Na Canção de Grótti, que estabelece que Fliolmo e Frodo reinaram no tempo do imperador Augusto (r. 27 a.C.–14 d.C.) e Jesus, Frodo visitou Fliolmo na Suídia (terra dos suíones e território original da Suécia). levou duas escravas, Fênia e Mênia, que eram grandes e fortes (gigantas):
| “ | Sonr Friðleifs hét Fróði. Hann tók konungdóm eptir fǫður sinn í þann tíð er Augustus keisari lagði frið of heim allan; þá var Kristr borinn. [...] Fróði konungr sótti heimboð í Svíðióð til þess konungs, er Fiǫlnir er nefndr. Þá keypti hann ambáttir tvær, er hétu Fenia ok Menia; þær vóru miklar ok sterkar. [...] | ” |

Em Hleidra (Leire, na Zelândia), sua capital, colocou as gigantas para moer riquezas para si no mó Grótti que podia moer qualquer coisa. No parágrafo introdutório ao poema, introduzido por Esnorro Esturleu, as gigantas moeram um exército contra Frodo, que foi utilizado pelo rei dos mares de nome Misingo, que matou Frodo e obteve grande butim, acabando com a chamada Paz de Frodo:
| “ | [...] Ok áðr létti kvæðinu, mólu þær her at Fróða, svá at á þeiri nóttkom þar sá sækonungr, er Mýsingr hét, ok drap Fróða, tók þar herfang mikit. Þá lagðiz Fróða friðr. [...] | ” |

No poema, por sua vez, as gigantas profetizam seu fim atacado por um exército que incendiaria seu palácio:
| “ | Eu posso ver fogo ardendo (‘Eld sé ek brenna) a leste da fortaleza (firir austan borg,) despertar das notícias de guerra, (vígspiǫll vaka,) - um farol de aviso que significará. (– þat mun viti kallaðr.) A tropa virá (Mun herr koma) em velocidade repentina para nós (hinig af bragði) e queimará o palácio (ok brenna boe) apesar do príncipe. [Frodo] (firir buðlungi.) | ” |

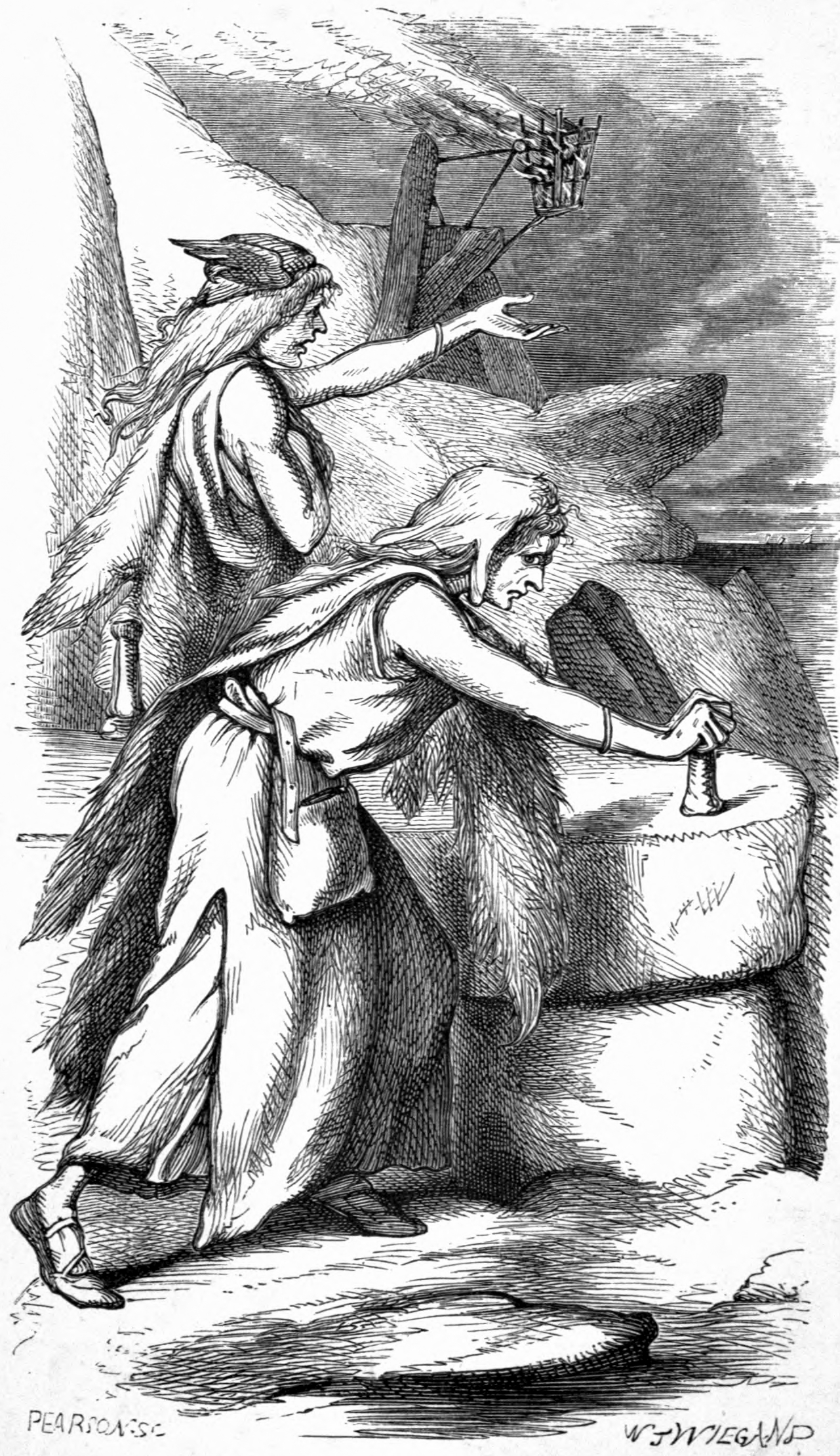
Fênia e Mênia segundo ilustração de W. J. Wiegand

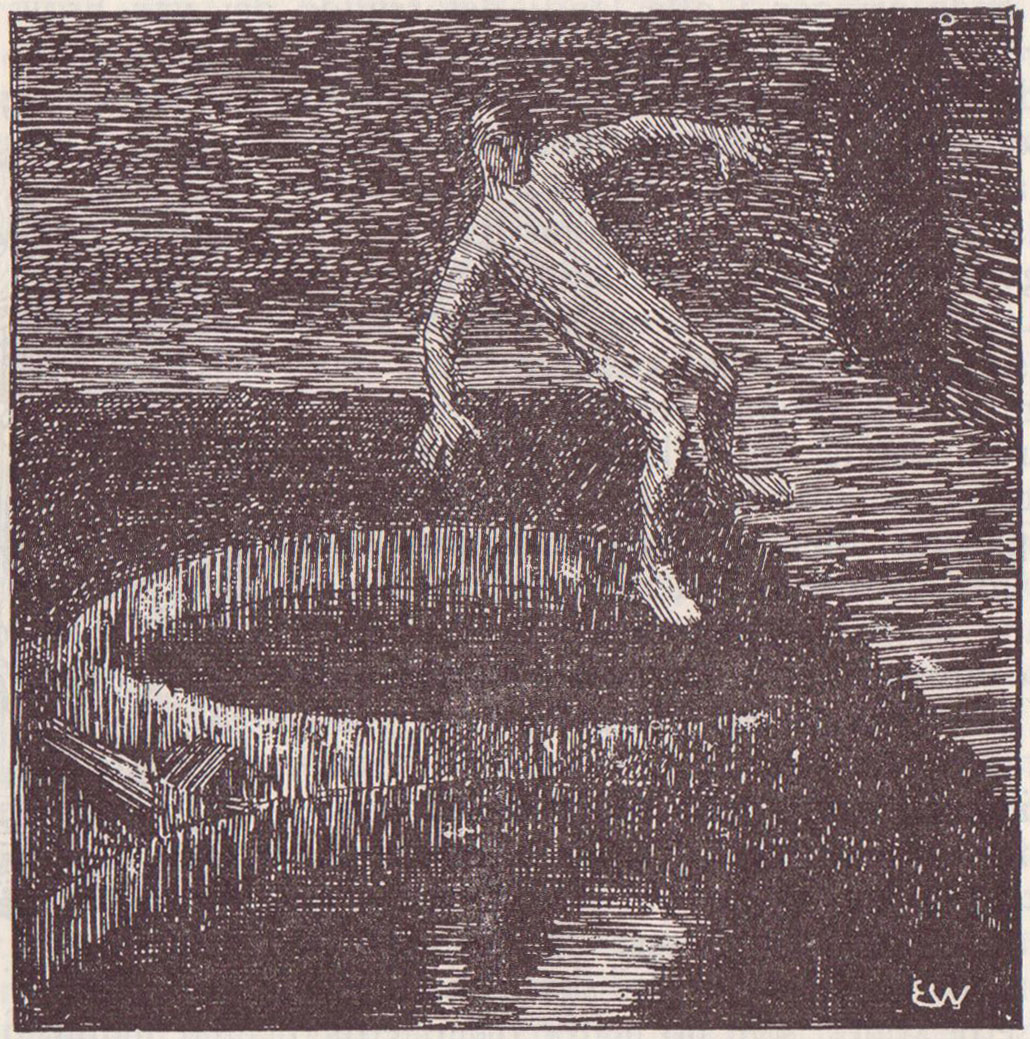
Fliolmo caindo na tina de hidromel. Ilustração de Erik Werenskiold

Na Saga dos Inglingos, diz-se que no tempo de Ínguino começou a chamada Paz de Frodo que se estendeu pelo reinado de seu filho Fliolmo. Quando Fliolmo o sucedeu em Upsália, reinava Frodo em Hleidra. Eram amigos e convidavam um ao outro a festividades. Em certa ocasião, Fliolmo foi visitá-lo na Zelândia, onde enorme festividade foi feita e muitas pessoas de terras próximas e distantes foram chamadas. Frodo ordenou a construção de enorme tina, de vários ells de altura e reforçada por toras robustas, que foi colocada no piso inferior de um armazém, sobre a qual havia uma sacada com abertura no chão para que líquidos pudessem ser despejados e o hidromel misturado. Embriagado, Fliolmo entrou pela porta errada e caiu na tina, onde se afogou. Segundo Tiodolfo de Hvinir:
| “ | Destino de morte, onde morava Frodo, cumprido foi, sob o condenado Fliolmo; e na medida espaçosa, do hidromel onda sem vento, o guerreiro morreu. | ” |

Na Saga dos Escildingos, Frodo, aqui tido como o primeiro de seu nome, recebeu seu nome por seu amplo conhecimento e seu nome tornar-se-ia epíteto de eruditos e peritos. Em sua época, houve muita paz e prosperidade, com ninguém machucando ou se vingando de ninguém, nem mesmo o assassino de seu pai. O roubo parou de modo que o anel de ouro que estava à vista de todos na estrada pública que levava a Jelingo, na Jutlândia, não foi pego por ninguém. As colheitas anuais e méis das abelhas eram muito abundantes, campos e pastos floresciam sozinhos e "prados eram verdes por vontade própria". Grandes quantidades de metais eram minados por toda a Dinamarca. Diz-se que a tranquilidade ocorreu no tempo do imperador Augusto e do nascimento de Cristo. Mas, com o passar de vários anos, houve um eclipse incomum do Sol e um terremoto ligados à Paixão de Cristo. Depois disso, Frodo morreu incinerado por Misingo.
Na Feitos dos Danos, assumiu o trono aos sete anos devido a morte de seu pai. Uma reunião foi feita na qual se decidiu que seria supervisionado por guardiões enquanto fosse menor de idade e para tal função foram designados Vestmaro, Colão, Isulfo, Agão e outros oito homens eminentes. Além disso, Frodo alocou o domínio sobre o mar para Odão. Tempos depois, os companheiros de Frodo tentaram convencê-lo a se casar. De início, se esquivou alegando não ter idade suficiente, mas cedeu às solicitações a medida que tornaram-se mais inoportunas. Pediu a seus conselheiros mais detalhes da mulher que seria cabível como esposa e alegaram que era Hanunda, filha do rei huno. Ao ouvir sua propostas e razões, respondeu que seu pai havia lhe ensinado que reis não deviam buscar suas parceiras em terras distantes, mas apenas exigi-las a seus vizinhos. Gotuara, esposa de Colão, ao notar a relutância, convenceu-o a mudar de ideia e Frodo pediu que ela, Vestmaro, Colão e os filhos deles fossem numa embaixada à corte huna para propor o casamento.
Ao chegarem, foram recebidos com festividades que duraram três dias. No terceiro dia, Vestmaro propôs o casamento, mas a filha do rei desdenhou Frodo, pois julgava-o pessoa de pouca reputação. Gotuara apontou que Frodo era ambidestro e rápido e habilidoso no nado e combate, bem como preparou uma poção afrodisíaca que foi dada à princesa, que logo sentiu desejos pelo rei. Então Gotuara ordenou que Vestmaro, Colão e os filhos deles se aproximassem do rei huno em armas para solicitar a princesa, e caso se recusasse desafiariam os hunos ao combate. Os nobres danos ameaçaram o rei, que decidiu deixar sua filha, em sua livre decisão, escolher se queria casar, e a princesa, enfeitiçada, disse que esperava mais dos talentos de Frodo no futuro do que sua atual reputação indicava, pois vinha de pai famoso e que a natureza do homem tendia a refletir seu nascimento. Seu pai autorizou o casamento, preparou grande comitiva e levou-a à Dinamarca, onde Frodo recebeu-o com grandes cerimônias antes de enviá-lo de volta carregado de ouro e prata.
Ao casar-se com Hanunda, Frodo passou três anos em paz e excelente prosperidade. O lazer desse período despertou os vícios dos cortesãos, que cometeram todo tipo de crimes. O comportamento vergonhoso dos soldados reais trouxe ao rei má reputação tanto no exterior como entre seus súditos. Grepo, um dos filhos de Vestmaro, traiu seu rei ao cometer adultério com a rainha. Gradualmente o escândalo se espalhou até tornar-se público diante do rei, mas Grepo conseguiu reverter a situação ao intimidar aqueles que espalharam a notícia. Além disso, conseguiu a permissão do rei para avaliar os pretendentes da irmã dele, Gunuara, decidiu que as reuniões com o rei deveriam ser feitas mediante um suborno e proclamou-se que nenhuma pessoa teria reuniões garantidas se não oferece presentes primeiros. Diante da situação, o rei da Noruega Gotaro reuniu seus soldados para invadir a Dinamarca e substituir Frodo no trono, mas foi dissuadido por Érico, o Eloquente. Gotaro então enviou Rafno para fazer raides, mas foi derrotado e apenas seis navios voltaram à Noruega para espalhar notícias de que Frodo não podia ser derrotado facilmente. Os sobreviventes também espalharam rumores de que o rei, dependendo tão somente do apoio de seus campeões, reinava contra o desejo do povo e que seu governou tornou-se uma tirania. Para averiguar o rumor, Rolero, meio-irmão de Érico, prometeu ao rei norueguês que tornar-se-ia huscarlo de Frodo. Rolero e Érico foram juntos à Dinamarca e derrotaram Odão, cuja morte logo chegou aos ouvidos de Frodo, e atracaram num porto próximo a onde o rei estava.
Ao saber da presença de Érico, e ciente de sua fama como o homem mais eloquente, Grepo se apressou para confrontá-lo numa disputa de eloquência, mas foi derrotado e decidiu voltar ao palácio. Ao chegar, reuniu seus homens para atacar Érico, mas Frodo tentou dissuadiu-o, alegando que esquemas precipitados muitas vezes falhavam, com os frenéticos empreendimentos se voltando contra seus planejadores, bem como que era impróprio atacar poucos homens com grande horda. Grepo aceitou as palavras, mas buscou vingança com uso de magia negra. Sua magia falhou e Érico pôde prosseguir em direção ao palácio real. Lembrando que todos os estranhos precisavam entregar presentes ao rei, Érico pegou uma lasca de gelo que guardou em seu manto para oferecer ao monarca. Ao chegar ao palácio, escorregou numa pele escorregadia colocada na entrada pelos servos reais e apenas não caiu, pois seu irmão o segurou. Embora Gunuara declarou que um rei não deveria poder fazer tais truques, Frodo criticou-o por sua insensatez em não procurar por armadilhas, mas perdoou-o por seu descuido. Na recepção, Colão, que era responsável por guardar os presentes, perguntou-lhe o que havia trazido, e Érico intencionalmente jogou o gelo no fogo aceso no salão, mentiu que Colão deixou o presente cair e pediu uma punição ao infrator. Frodo pediu ajuda da rainha para tomar uma decisão e ela o aconselhou a não relaxar na punição. Frodo então decretou a sentença e Colão foi enforcado.

Rennesøy na Rogalândia, no sudoeste da Noruega

Frodo então se dirigiu a Érico: "Você, aquele que se entrega em linguagem altiva e uma exibição decorativa de estilo, nos conte seu lugar de partida e sua razão para vir aqui."; "Parti de Rennesøy e vim por uma pedra." "Diga-me onde foi então."; "Me afastei de uma pedra, carregada numa viga, e, vez após vez, tomei minha posição por uma pedra."; "Para onde dirigiu seu curso de lá, e onde estava à noite?"; "Saindo de um penhasco cheguei a uma rocha e dormi próximo a uma pedra outra vez.". Frodo o observava: "Havia muitas rochas; [mas] não há tantos para serem vistos como grãos de areia."; "Diga-me quais eram seus afazeres e onde iria depois."; "Saí do penhasco e enquanto meu navio corria para lá e para cá encontrei um golfinho". Frodo então exclamou: "Isso é algo novo apesar de ambas as coisas são comumente encontradas no mar; mas gostaria de saber qual caminho pegou então."; "Após um golfinho avistei um golfinho." Frodo então observou: "Um grande grupo de golfinhos". E Érico respondeu: "Há alguns poucos nadando nas ondas". A conversa continuou: "Gostaria de saber para onde sua laboriosa jornada arrastou-o quando deixou os golfinhos"; "Logo depois acertei um tronco de árvore"; "Qual rota percorreu em seguida?"; "Do tronco cheguei a uma tora."; "Deve ser uma região bem arborizada, se está sempre usando palavras para que árvores cheguem a casas dos seus anfitriões." Érico concordou e o rei continuou: "Sim, achou grande número de árvores nos bosques; diga-me qual era o próximo destino"; "Estava sempre chegando a carvalhos da floresta; mas enquanto descansava lá, uma matilha de lobos, encharcados de cadáveres humanos, veio e lambeu as pontas de minhas armas. Ali a ponta da lança do rei foi sacudida, isto é, o neto de Fridlevo [Odão, fazendo dele sobrinho de Frodo]. Disse o rei: "Estou parado e não posso pensar em como responder; confundiu minha compreensão com seus enigmas." E Érico respondeu: "Mereço um prêmio seu por vencer a competição"; "realmente não conseguiu entender os discursos embrulhados que busquei. Minha menção à ponta da lança agora significava a morte de Odão pelas minhas próprias mãos."